# Emil Sieg
Emil Sieg (ur. 1866, zm. 1951) – niemiecki uczony, językoznawca.
Emil Sieg był profesorem sanskrytu i językoznawstwa porównawczego. Wykładał na uniwersytetach w Kolonii i Getyndze. Znany jest głównie z badań nad językami tocharskimi, które prowadził z Wilhelmem Sieglingiem. Jego zasługą jest udowodnienie, że języki tocharskie stanowiły część rodziny języków indoeuropejskich.